# Episodi di West Wing - Tutti gli uomini del Presidente (settima stagione)
La settima e ultima stagione  della serie televisiva West Wing - Tutti gli uomini del Presidente, composta da 22 episodi, è andata in onda negli Stati Uniti sul canale NBC dal 25 settembre 2005 al 14 maggio 2006.
In Italia è andata in onda, in anteprima assoluta, sul canale digitale terrestre a pagamento Steel dal 2 gennaio al 13 marzo 2010, ogni sabato alle 21.00 con un doppio episodio settimanale.
| nº | Titolo originale            | Titolo italiano                          | Prima TV USA      | Prima TV Italia  |
| -- | --------------------------- | ---------------------------------------- | ----------------- | ---------------- |
| 1  | The Ticket                  | Una coppia vincente                      | 25 settembre 2005 | 2 gennaio 2010   |
| 2  | The Mommy Problem           | Il problema della mamma                  | 2 ottobre 2005    | 2 gennaio 2010   |
| 3  | Message of the Week         | Promesse e compromessi                   | 9 ottobre 2005    | 9 gennaio 2010   |
| 4  | Mr. Frost                   | La scienza e la fede                     | 16 ottobre 2005   | 9 gennaio 2010   |
| 5  | Here Today                  | Ammissione di colpa                      | 23 ottobre 2005   | 16 gennaio 2010  |
| 6  | The Al Smith Dinner         | Lo spot negativo                         | 30 ottobre 2005   | 16 gennaio 2010  |
| 7  | The Debate                  | Faccia a faccia                          | 6 novembre 2005   | 23 gennaio 2010  |
| 8  | Undecideds                  | Gli indecisi                             | 4 dicembre 2005   | 23 gennaio 2010  |
| 9  | The Wedding                 | Il coraggio di una scelta                | 12 dicembre 2005  | 30 gennaio 2010  |
| 10 | Running Mates               | Corsa a due                              | 8 gennaio 2006    | 30 gennaio 2010  |
| 11 | Internal Displacement       | Il peso di una notizia                   | 15 gennaio 2006   | 6 febbraio 2010  |
| 12 | Duck & Cover                | Radioattività                            | 22 gennaio 2006   | 6 febbraio 2010  |
| 13 | The Cold                    | Imprevisti                               | 12 marzo 2006     | 13 febbraio 2010 |
| 14 | Two Weeks Out               | Due settimane alle elezioni              | 19 marzo 2006     | 13 febbraio 2010 |
| 15 | Welcome to Wherever You Are | Il dilemma di Toby                       | 26 marzo 2006     | 20 febbraio 2010 |
| 16 | Election Day (1)            | Il giorno delle elezioni (parte prima)   | 2 aprile 2006     | 20 febbraio 2010 |
| 17 | Election Day (2)            | Il giorno delle elezioni (parte seconda) | 9 aprile 2006     | 27 febbraio 2010 |
| 18 | Requiem                     | Requiem                                  | 16 aprile 2006    | 27 febbraio 2010 |
| 19 | Transition                  | Il nuovo Presidente                      | 23 aprile 2006    | 6 marzo 2010     |
| 20 | The Last Hurrah             | Gioco di ruoli                           | 30 aprile 2006    | 6 marzo 2010     |
| 21 | Institutional Memory        | Memoria istituzionale                    | 7 maggio 2006     | 13 marzo 2010    |
| 22 | Tomorrow                    | Domani                                   | 14 maggio 2006    | 13 marzo 2010    |